# Nuevo México, Sabanilla
Nuevo México är en ort i Mexiko.   Den ligger i kommunen Sabanilla och delstaten Chiapas, i den sydöstra delen av landet, 700 km öster om huvudstaden Mexico City. Nuevo México ligger 819 meter över havet och antalet invånare är 208.
Terrängen runt Nuevo México är bergig åt nordväst, men åt sydost är den kuperad. Runt Nuevo México är det ganska tätbefolkat, med 96 invånare per kvadratkilometer. Närmaste större samhälle är Simojovel de Allende, 10,4 km söder om Nuevo México. Trakten runt Nuevo México består till största delen av jordbruksmark.